# Karaops alanlongbottomi
Espèce
Karaops alanlongbottomi est une espèce d'araignées aranéomorphes de la famille des Selenopidae.

## Distribution
Cette espèce est endémique du Kimberley en Australie-Occidentale,. Elle se rencontre sur l'île Degerando (ceb).

## Description
Le mâle holotype mesure 6,25 mm.

## Étymologie
Cette espèce est nommée en l'honneur d'Alan Longbottom.

## Publication originale
- Crews & Harvey, 2011 : The spider family Selenopidae (Arachnida, Araneae) in Australasia and the Oriental region. ZooKeys, no 99, p. 1-103 (texte intégral).